# 24816 Einagahideo
24816 Einagahideo este o planetă minoră (asteroid), cu un diametru de 4,5 km, din centura de asteroizi. A fost descoperită pe 1 noiembrie 1994 la Kitami Observatory⁠(d) de Kin Endate. 
Obiectul prezintă o orbită caracterizată de o semiaxă mare de 2,6375122 UAi, o excentricitate de 0,21, o înclinație de 13,063 ° în raport cu ecliptica.